# Tokyo Verdy 1969 2005
Questa voce raccoglie le informazioni riguardanti il Tokyo Verdy 1969 nelle competizioni ufficiali della stagione 2005.

## Stagione
Dopo le prime giornate, che videro il Tokyo Verdy navigare nelle posizioni di classifica medio-bassa, la squadra subì un crollo delle prestazioni che si tradusse con un'eliminazione nelle fasi iniziali della Coppa di Lega e in una striscia di nove gare senza vincere, con 23 reti al passivo (di cui 14 subite negli incontri con Gamba Osaka e Urawa Red Diamonds, disputati nell'arco di quattro giorni). In seguito a questi risultati, alla fine del girone di andata la dirigenza decise di esonerare l'allenatore Ardiles, sostituendolo con il brasiliano Vadão: ciononostante il Tokyo Verdy non riuscirà mai a tenere il passo delle altre concorrenti alla salvezza e, dopo una serie di dodici gare consecutive senza vittoria, la squadra otterrà la prima retrocessione della sua storia con due gare d'anticipo. La stagione si concluderà con un'immediata eliminazione dalla Coppa dell'Imperatore, avvenuta per mano dell'Oita Trinita.

## Maglie e sponsor
La Nike inserisce sulle divise degli inserti gialli. Sui lati anteriore e posteriore campeggia lo sponsor CyberAgent, sulla manica il logo della TOMAS, mentre sui calzoncini Fielding.
| Manica sinistra · Maglietta · Maglietta · Manica destra · Pantaloncini · Calzettoni |

## Rosa
| N. |                     | Ruolo | Calciatore          |
| -- | ------------------- | ----- | ------------------- |
| 1  | Giappone (bandiera) | P     | Hiroki Mizuhara     |
| 2  | Giappone (bandiera) | D     | Takuya Yamada       |
| 3  | Giappone (bandiera) | D     | Kenta Togawa        |
| 4  | Giappone (bandiera) | C     | Kentarō Hayashi     |
| 5  | Giappone (bandiera) | D     | Atsushi Yoneyama    |
| 6  | Giappone (bandiera) | C     | Kazuyuki Toda       |
| 7  | Giappone (bandiera) | C     | Takahito Sōma       |
| 8  | Giappone (bandiera) | C     | Daigo Kobayashi     |
| 9  | Brasile (bandiera)  | A     | Washington          |
| 10 | Brasile (bandiera)  | C     | Gil                 |
| 11 | Giappone (bandiera) | A     | Kazuki Hiramoto     |
| 13 | Giappone (bandiera) | D     | Masayuki Yanagisawa |
| 15 | Giappone (bandiera) | A     | Tadamichi Machida   |
| 17 | Giappone (bandiera) | A     | Takayuki Morimoto   |

| N. |                          | Ruolo | Calciatore          |
| -- | ------------------------ | ----- | ------------------- |
| 18 | Giappone (bandiera)      | C     | Shingo Nejime       |
| 19 | Giappone (bandiera)      | D     | Kenichi Uemura      |
| 20 | Corea del Sud (bandiera) | D     | Lee Gang-Jin        |
| 21 | Giappone (bandiera)      | P     | Yoshinari Takagi    |
| 22 | Giappone (bandiera)      | C     | Takashi Hirano      |
| 23 | Giappone (bandiera)      | C     | Yuhei Ono           |
| 24 | Giappone (bandiera)      | C     | Masatomo Kuba       |
| 25 | Giappone (bandiera)      | D     | Ryo Nurishi         |
| 26 | Giappone (bandiera)      | P     | Satoshi Tokizawa    |
| 28 | Giappone (bandiera)      | C     | Kento Tsurumaki     |
| 31 | Corea del Sud (bandiera) | A     | Moon Je-Chun        |
| 32 | Giappone (bandiera)      | C     | Yoshiyuki Kobayashi |
| 33 | Giappone (bandiera)      | C     | Jun Tamano          |

## Risultati

### J. League Division 1

#### Girone di andata
| Oita 5 marzo 2005 1ª giornata | Oita Trinita | 1 – 2 | Tokyo Verdy |  |

| Tokyo 13 marzo 2005 2ª giornata | Tokyo Verdy | 0 – 0 | Shimizu S-Pulse |  |

| Tokyo 3 aprile 2005 3ª giornata | Tokyo Verdy | 2 – 2 | JEF United |  |

| Kawasaki 9 aprile 2005 4ª giornata | Kawasaki Frontale | 1 – 0 | Tokyo Verdy |  |

| Tokyo 13 aprile 2005 5ª giornata | Tokyo Verdy | 1 – 4 | Sanfrecce Hiroshima |  |

| Saitama 17 aprile 2005 6ª giornata | Omiya Ardija | 2 – 3 | Tokyo Verdy |  |

| Tokyo 23 aprile 2005 7ª giornata | Tokyo Verdy | 2 – 2 | Albirex Niigata |  |

| Nagoya 28 aprile 2005 8ª giornata | Nagoya Grampus | 5 – 4 | Tokyo Verdy |  |

| Tokyo 1º maggio 2005 9ª giornata | Tokyo Verdy | 1 – 1 | Yokohama F·Marinos |  |

| Tokyo 4 maggio 2005 10ª giornata | Tokyo Verdy | 0 – 0 | Cerezo Osaka |  |

| Kashima 8 maggio 2005 11ª giornata | Kashima Antlers | 2 – 1 | Tokyo Verdy |  |

| Tokyo 14 maggio 2005 12ª giornata | Tokyo Verdy | 1 – 0 | Kashiwa Reysol |  |

| Osaka 2 luglio 2005 13ª giornata | Gamba Osaka | 7 – 1 | Tokyo Verdy |  |

| Tokyo 6 luglio 2005 14ª giornata | Tokyo Verdy | 0 – 7 | Urawa Reds |  |

| Tokyo 9 luglio 2005 15ª giornata | FC Tokyo | 0 – 0 | Tokyo Verdy |  |

| Tokyo 13 luglio 2005 16ª giornata | Tokyo Verdy | 3 – 3 | Vissel Kōbe |  |

| Iwata 17 luglio 2005 17ª giornata | Júbilo Iwata | 6 – 0 | Tokyo Verdy |  |

#### Girone di ritorno
| Hiroshima 23 luglio 2005 20ª giornata | Sanfrecce Hiroshima | 3 – 0 | Tokyo Verdy |  |

| Tokyo 21 agosto 2005 21ª giornata | Tokyo Verdy | 1 – 1 | Omiya Ardija |  |

| Shizuoka 24 agosto 2005 20ª giornata | Shimizu S-Pulse | 1 – 2 | Tokyo Verdy |  |

| Tokyo 27 agosto 2005 21ª giornata | Tokyo Verdy | 2 – 0 | Kashima Antlers |  |

| Tokyo 3 settembre 2005 22ª giornata | Tokyo Verdy | 0 – 1 | Gamba Osaka |  |

| Ichihara 11 settembre 2005 23ª giornata | JEF United | 1 – 0 | Tokyo Verdy |  |

| Tokyo 17 settembre 2005 24ª giornata | Tokyo Verdy | 1 – 2 | Kawasaki Frontale |  |

| Kobe 24 settembre 2005 25ª giornata | Vissel Kōbe | 1 – 1 | Tokyo Verdy |  |

| Tokyo 1º ottobre 2005 26ª giornata | Tokyo Verdy | 4 – 4 | Júbilo Iwata |  |

| Niigata 15 ottobre 2005 27ª giornata | Albirex Niigata | 1 – 1 | Tokyo Verdy |  |

| Tokyo 22 ottobre 2005 28ª giornata | Tokyo Verdy | 1 – 2 | FC Tokyo |  |

| Yokohama 29 ottobre 2005 29ª giornata | Yokohama F·Marinos | 1 – 0 | Tokyo Verdy |  |

| Tokyo 12 novembre 2005 30ª giornata | Tokyo Verdy | 0 – 1 | Cerezo Osaka |  |

| Saitama 20 novembre 2005 31ª giornata | Urawa Reds | 4 – 1 | Tokyo Verdy |  |

| Tokyo 23 novembre 2005 32ª giornata | Tokyo Verdy | 0 – 0 | Nagoya Grampus |  |

| Kashiwa 26 novembre 2005 33ª giornata | Kashiwa Reysol | 5 – 1 | Tokyo Verdy |  |

| Tokyo 3 dicembre 2005 34ª giornata | Tokyo Verdy | 4 – 2 | Oita Trinita |  |

### Coppa dell'Imperatore
| Oita 3 novembre 2005 Primo turno | Oita Trinita | 3 – 2 | Tokyo Verdy |  |

### Coppa Yamazaki Nabisco
| Tokyo 19 marzo 2005 Primo turno 1ª giornata | Tokyo Verdy | 4 – 4 | Kawasaki Frontale |  |

| Hiroshima 26 marzo 2005 Primo turno 2ª giornata | Sanfrecce Hiroshima | 0 – 1 | Tokyo Verdy |  |

| Osaka 21 maggio 2005 Primo turno 3ª giornata | Gamba Osaka | 5 – 3 | Tokyo Verdy |  |

| Tokyo 28 maggio 2005 Primo turno 4ª giornata | Tokyo Verdy | 2 – 2 | Sanfrecce Hiroshima |  |

| Kawasaki 4 giugno 2005 Primo turno 5ª giornata | Kawasaki Frontale | 1 – 1 | Tokyo Verdy |  |

| Tokyo 11 giugno 2005 Primo turno 6ª giornata | Tokyo Verdy | 1 – 2 | Gamba Osaka |  |

## Statistiche

### Statistiche di squadra
| Competizione           | Punti | Totale | Totale | Totale | Totale | Totale | Totale | DR  |
| Competizione           | Punti | G      | V      | N      | P      | Gf     | Gs     | DR  |
| ---------------------- | ----- | ------ | ------ | ------ | ------ | ------ | ------ | --- |
| J. League Division 1   | 30    | 34     | 6      | 12     | 16     | 40     | 73     | -33 |
| Coppa Yamazaki Nabisco | -     | 5      | 1      | 3      | 1      | 12     | 17     | -5  |
| Coppa dell'Imperatore  | -     | 1      | 0      | 0      | 1      | 2      | 3      | -1  |
| Totale                 | -     | 40     | 7      | 15     | 16     | 44     | 93     | -49 |